# 法兰克福歌剧院索菲特酒店
法兰克福歌剧院索菲特酒店（Sofitel Frankfurt Opera）是德国法兰克福的一家奢华酒店，是法国索菲特酒店豪华连锁酒店的一部分。它位于法兰克福内城区西部的歌剧院区，是银行区的中心。酒店面向城墙公园（Wallanlagen）、歌剧院广场以及Hochstraße，毗邻法蘭克福舊歌劇院，靠近法兰克福证券交易所等金融机构，以及歌德大街等高档购物街。
该酒店建于2011年至2016年，为新历史主义风格，2016年秋季开业。